# Przebudzenie (album Harlemu)
Przebudzenie – szósta płyta rockowego zespołu Harlem. Album ukazał się w 27 sierpnia 2013 roku. Bonusowy „Mazurski Cud” to utwór promujący kampanię „Mazury Cud Natury”.

## Lista utworów
Źródło:.
1. „Oddychaj” (muz. Krzysztof Jaworski, Cezary Kaźmierczak, Wojciech Kuzyk; sł. Krzysztof Jaworski) – 5:05
2. „Agata” (muz. Krzysztof Jaworski, Cezary Kaźmierczak, Wojciech Kuzyk; sł. Krzysztof Jaworski) – 3:09
3. „Nie zapomnij mnie” (muz. i sł. Krzysztof Jaworski) – 3:41
4. „Porucznik Sławek B.” (muz. Krzysztof Jaworski, Cezary Kaźmierczak, Wojciech Kuzyk; sł. Piotr Bukartyk) – 3:11
5. „Pod wiatr” (muz. Krzysztof Jaworski; sł. Ryszard Wolbach) – 5:42
6. „Gdański świt” (muz. Krzysztof Jaworski; sł. Bogdan Jedynowicz) – 2:54
7. „Idź już spać” (muz. i sł. Krzysztof Jaworski) – 3:25
8. „Gdzieś w sercu” (muz. Krzysztof Jaworski, Cezary Kaźmierczak, Wojciech Kuzyk; sł. Krzysztof Jaworski) – 4:17
9. „Świat nas zmienia” (muz. Krzysztof Jaworski; sł. Ryszard Wolbach) – 2:35
10. „Nim przyjdzie wiosna” (muz. Czesław Niemen; sł. Jarosław Iwaszkiewicz) – 8:57
11. „Fala” (muz. i sł. Krzysztof Jaworski) – 3:54

bonus
1. „Mazurski cud” (muz. i sł. Krzysztof Jaworski) – 3:46

## Muzycy
Źródło:.
Harlem
- Krzysztof Jaworski – gitara, gitara akustyczna
- Jakub Weigel – śpiew
- Cezary Kaźmierczak – instrumenty klawiszowe, organy Hammonda
- Dominik Brzuzy-Jędrzejczyk – perkusja

gościnnie
- Maciej Balcar – śpiew (10)
- Paweł Bomert – gitara basowa (4, 5, 9)
- Ewa Brachun – chórki (3, 4, 6)
- Chór ProForma pod dyrekcją Marcina Wawruka (12)
- Paweł Grzegorczyk – gitara (12)
- Michał Jelonek – skrzypce (3)
- Katarzyna Kropidłowska – back wokal (2)
- Wojciech Kuzyk – gitara basowa (1–3, 6–8, 10–12)
- Paweł Lipski – shaker (3)
- Grażyna Łobaszewska – śpiew (4)
- Tomasz Nowak – trąbka (4)
- Olsztyński Chór Kameralny Collegium Musicum pod dyrekcją Janusza Wilińskiego (12)
- Katarzyna Pysiak – chórki (3, 4, 6)
- Marcin Rumiński – flet (12)
- Piotr Sołoducha – akordeon (6)
- Tomasz Szymuś – fortepian (12)
- Jacek Wąsowski – gitara akustyczna, mandolina (6)
- Piotr Wiwczarek – gitara (12)
- Ryszard Wolbach – śpiew (5, 9)
- Jarosław Zdankiewicz – perkusja (2, 10, 12)